# La Neuville-Roy
Pour les articles homonymes, voir Roy.
La Neuville-Roy est une commune française située dans le département de l'Oise, en région Hauts-de-France.
Ses habitants sont appelés les Neuvillois et les Neuvilloises.
Son nom était anciennement orthographié Laneuvilleroy.

## Géographie

### Localisation

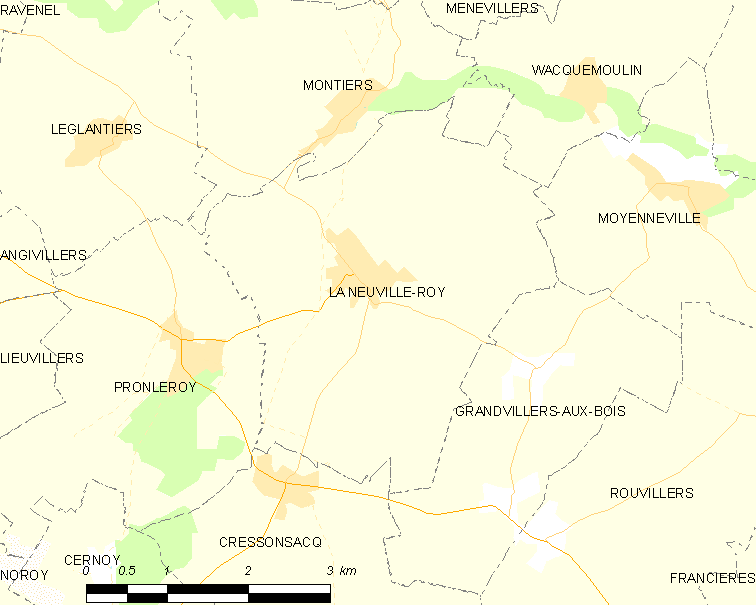
Communes limitrophes de La Neuville-Roy.

La Neuville-Roy est une commune située à 71 km au nord de Paris, 36 km à l'est de Beauvais, 20 km à l'ouest de Compiègne et à 50 km au sud d'Amiens.

### Communes limitrophes
|           | Montiers        | Wacquemoulin          |
| Pronleroy | La Neuville-Roy | Moyenneville          |
|           | Cressonsacq     | Grandvillers-aux-Bois |

### Topographie et géologie
La Neuville-Roy est une commune du plateau Picard, lequel est entaillé de plusieurs vallées sèches tel la Fosse au Lait au nord, le Fond de la Garenne au sud ou la Vallée à Fromages à l'est. La vallée des Nœuds, en amont de la source de l'Aronde en constitue la limite nord où se situe le point le plus bas à 68 mètres d'altitude.
Le territoire culmine à 119 mètres au lieu-dit le Quénotoy à l'ouest du village. L'[église communale se situe à 111 mètres d'altitude, le cimetière à 95 mètres et l'ancienne sucrerie à 80 mètres. La commune se trouve en zone de sismicité 1, c'est-à-dire faiblement exposée aux risques de tremblement de terre.
La présence de souterrains anciens dans le vieux village a occasionné quelques effondrements de terrains.

### Hydrographie
La commune est située dans le bassin Seine-Normandie. Elle n'est drainée par aucun cours d'eau permanent,.
Les vallées sèches orientent les ruissellements vers le bassin versant de l'Aronde et les plus basses d'entre elles sont situées au-dessus de nappes phréatiques sous-affleurantes
Un château d'eau et une station de pompage des eaux y ont été construits. Le village conserve également plusieurs mares.

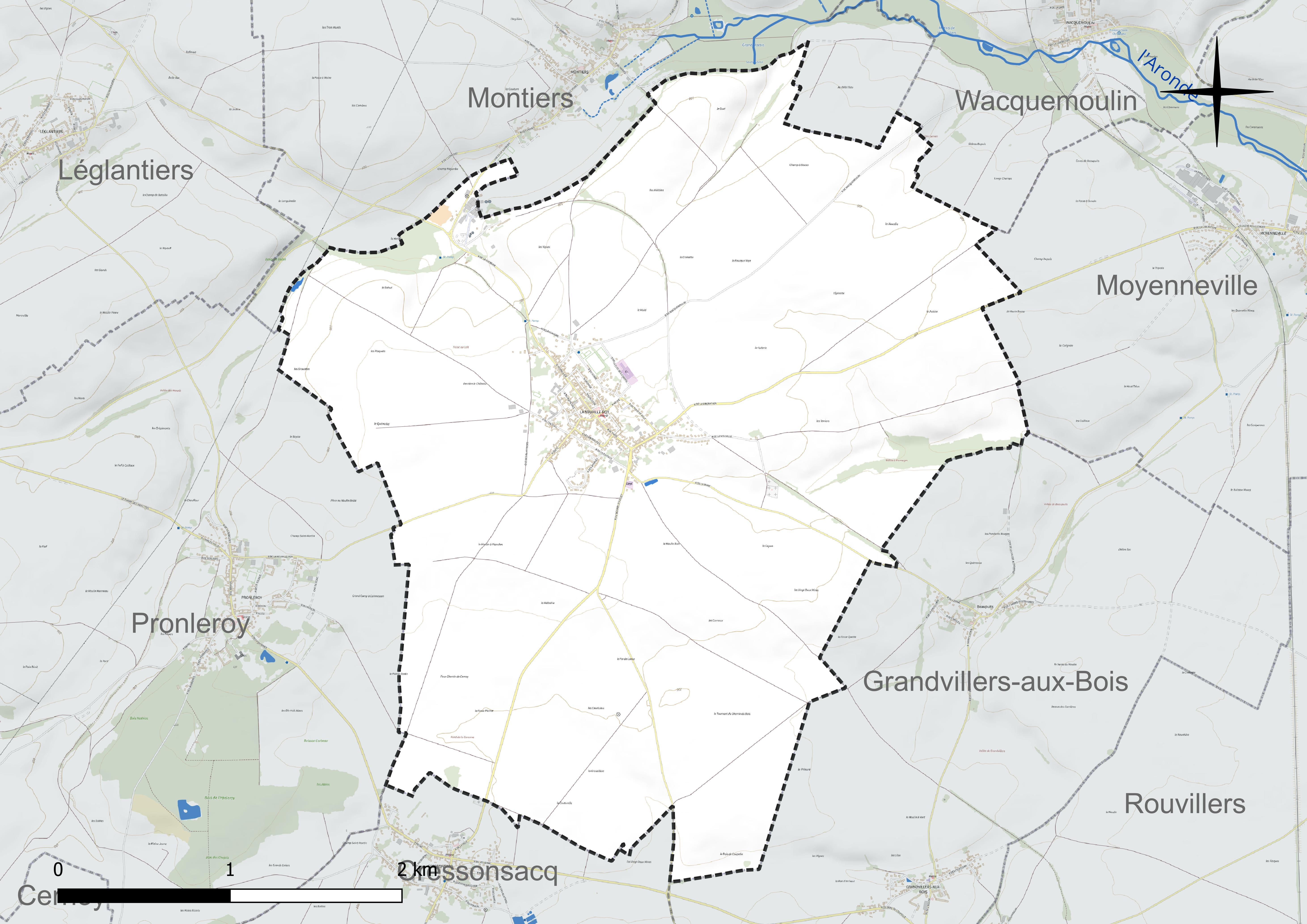
Réseau hydrographique de la Neuville-Roy.

### Climat
Pour des articles plus généraux, voir Climat des Hauts-de-France et Climat de l'Oise.
En 2010, le climat de la commune est de type climat océanique dégradé des plaines du Centre et du Nord, selon une étude du CNRS s'appuyant sur une série de données couvrant la période 1971-2000. En 2020, Météo-France publie une typologie des climats de la France métropolitaine dans laquelle la commune est exposée à un climat océanique et est dans la région climatique  Nord-est du bassin Parisien, caractérisée par un ensoleillement médiocre, une pluviométrie moyenne régulièrement répartie au cours de l'année et un hiver froid (3 °C). 
Pour la période 1971-2000, la température annuelle moyenne est de 10,4 °C, avec une amplitude thermique annuelle de 14,5 °C. Le cumul annuel moyen de précipitations est de 677 mm, avec 11,2 jours de précipitations en janvier et 8,1 jours en juillet. Pour la période 1991-2020, la température moyenne annuelle observée sur la station météorologique la plus proche, située sur la commune de Godenvillers à 12 km à vol d'oiseau, est de 11,1 °C et le cumul annuel moyen de précipitations est de 701,9 mm,. Pour l'avenir, les paramètres climatiques de la commune estimés pour 2050 selon différents scénarios d'émission de gaz à effet de serre sont consultables sur un site dédié publié par Météo-France en novembre 2022.

### Milieux naturels
Hormis les espaces bâtis couvrant 55 hectares soit 4 % de la surface communale, le territoire comprend 92 % d'espaces cultivés sur 1168 hectares ainsi que 7 hectares de vergers et de prairies. Les surfaces boisées, situées à proximité de la sucrerie au nord et dans la vallée à Fromages à l'est s'étendent sur 35 hectares soit 3 % du terroir dont deux hectares de landes,.

## Urbanisme

### Typologie
Au 1er janvier 2024, La Neuville-Roy est catégorisée commune rurale à habitat dispersé, selon la nouvelle grille communale de densité à sept niveaux définie par l'Insee en 2022.
Elle est située hors unité urbaine et hors attraction des villes,.

### Occupation des sols
L'occupation des sols de la commune, telle qu'elle ressort de la base de données européenne d'occupation biophysique des sols Corine Land Cover (CLC), est marquée par l'importance des territoires agricoles (95,8 % en 2018), une proportion sensiblement équivalente à celle de 1990 (95,9 %). La répartition détaillée en 2018 est la suivante : 
terres arables (95,8 %), zones urbanisées (4,1 %), forêts (0,1 %). L'évolution de l'occupation des sols de la commune et de ses infrastructures peut être observée sur les différentes représentations cartographiques du territoire : la carte de Cassini (XVIIIe siècle), la carte d'état-major (1820-1866) et les cartes ou photos aériennes de l'IGN pour la période actuelle (1950 à aujourd'hui).

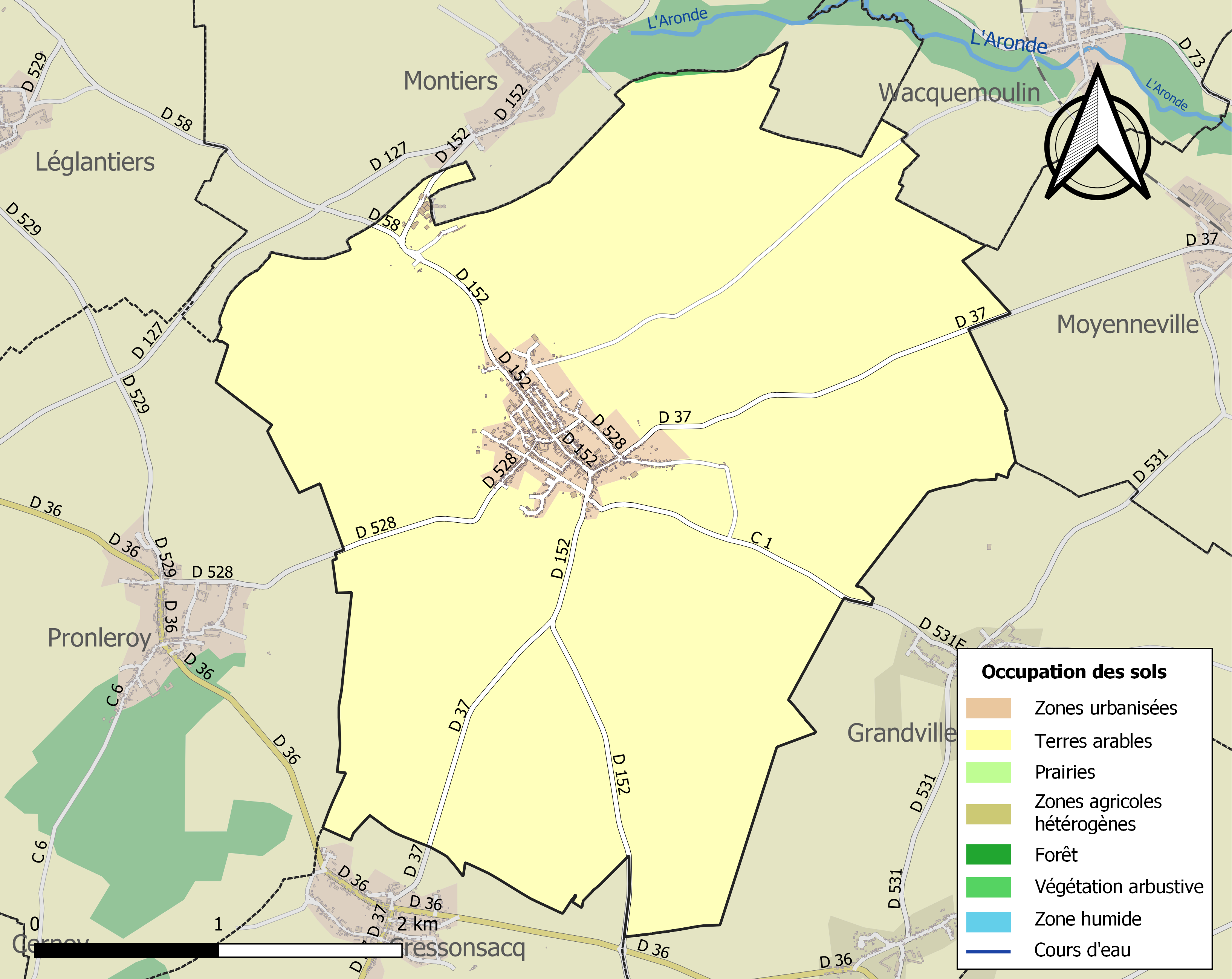
Carte des infrastructures et de l'occupation des sols de la commune en 2018 (CLC).

### Hameaux et lieux-dits
La majorité de l'espace bâti se situe dans le bourg. Le seul hameau est celui de la Sucrerie, au nord de la commune.

### Voies de communication et transports
La commune est traversée par cinq routes départementales : la RD 37, la RD 58, la RD 152, la RD 528 et la RD 531E. La route départementale 37, de Breuil-le-Sec à Gournay-sur-Aronde en forme l'axe majeur. Elle traverse le village par la seule rue de la Libération. La route départementale 152, de Blincourt au Ployron y entre par la rue des Square d'Otelet en tronc commun avec la D37 avant de constituer les rues de Paris puis Pennelier, artères centrales du bourg. Plusieurs autres routes secondaires ont leur origine depuis le village : la RD 58 se détache de la RD 152 au niveau de la sucrerie au nord avant de rejoindre Saint-Just-en-Chaussée. La RD 528 (rue verte) se dirige vers Pronleroy et la RD 531E vers Beaupuits. Enfin, une route communale a été établie en direction de Wacquemoulin.
Les gare SNCF les plus proches sont la halte de Wacquemoulin à 4 km à l'est sur la ligne d'Amiens à Compiègne. La gare d'Estrées-Saint-Denis, davantage desservie se situe  à 8 km au sud-est. Sur la ligne Paris-Amiens, la gare de Saint-Just-en-Chaussée à 11 kilomètres au nord-ouest.
La commune dispose de plusieurs dessertes de transports en commun. Elle est desservie, en 2023, par les lignes 662, 683, 6301, 6304, 6309, 6341 et 6342 du réseau interurbain de l'Oise. La commune fait partie du réseau TADAM, service de transport collectif à la demande, mis en place à titre expérimental par la communauté de communes du Plateau Picard. Elle constitue l'un des 8 points de destination avec Saint-Just-en-Chaussée, Maignelay-Montigny et Tricot au départ des 98 points d'origine du territoire. Une navette de regroupement pédagogique intercommunal (ligne 6842) a été mise en place avec les communes voisines de Montiers et de Wacquemoulin.
L'aéroport de Beauvais-Tillé se trouve à 34 km à l'ouest et l'aéroport de Paris-Charles-de-Gaulle se situe à 53 km au sud. Il n'existe pas de liaisons par transports en commun entre la commune et ces aéroports.
Une association communale a balisé plusieurs chemins de randonnées qui cheminent dans les environs.

## Toponymie
Le village était dénommé Apud novam villam en 1179, du latin nova (nouvelle) et du roman villa (maison ou ferme, puis village), puis Nova villa régis en 1189, issu du germanique et signifiant nouveau village du roi. Durant la Révolution française, la commune porte le nom de La Neuville-sur-Aronde. Il se modifie en La Neufville-Roy puis Laneuvilleroy, avant d'être définitivement renommé par son nom actuel La Neuville-Roy par un décret du 26 août 2004,.

## Histoire

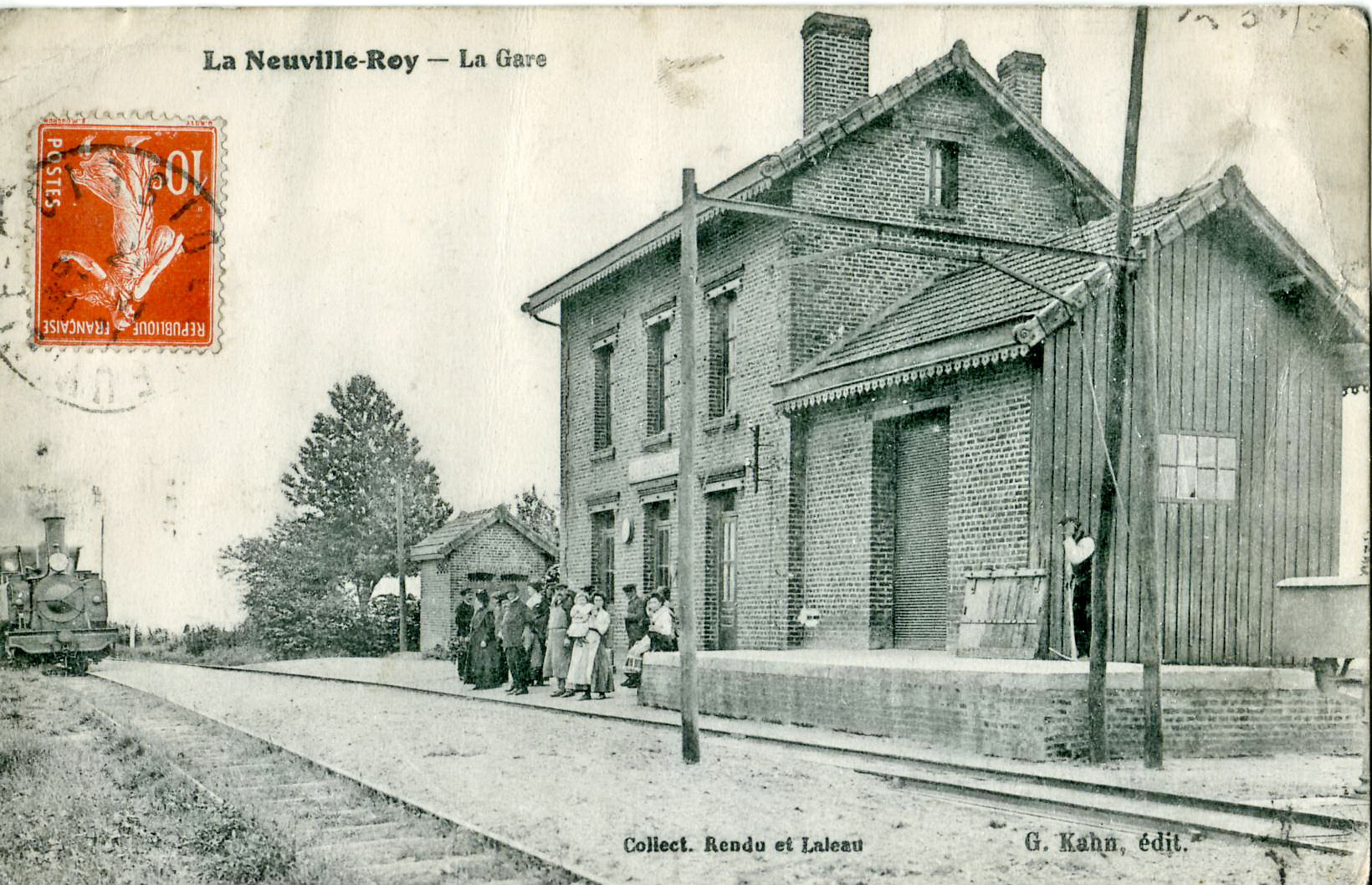
Le village était desservi de 1891 à 1948 par une ligne de chemin de fer secondaire, la ligne Estrées-Saint-Denis - Froissy - Crèvecœur-le-Grand.

Le village obtient une charte communale en 1200.
Sous l'Ancien Régime, le village dépendait du domaine royal français.
C'était dès Philippe Auguste une place-forte dotée de trois portes : celle de Paris, celle de Clermont et enfin la porte d'Enfer ou d'Amiens et d'un mur d'enceinte épais d'un mètre au moins, bordé d'un large fossé. En effet, la situation de La Neuville-Roy était stratégique en raison de sa situation à la frontière de la Picardie et sa proximité d'une vallée.  Le  château-fort, dont le donjon datait du XIIIe siècle, est abandonné au XVe siècle,.
Le village accueillait un prieuré de Saint Médard.
Le village est incendié par Jean de Werth en 1636, lors de la Guerre de Trente Ans.
De 1891 à 1948, le village et la sucrerie ont été desservis par la ligne à Estrées-Saint-Denis - Froissy - Crèvecœur-le-Grand, une ligne de chemin de fer secondaire à voie métrique du réseau des chemins de fer départementaux de l'Oise. L'ancienne gare subsiste toujours aujourd'hui.

## Politique et administration

### Rattachements administratifs et électoraux
La commune se trouve  dans l'arrondissement de Clermont du département de l'Oise. Pour l'élection des députés, elle fait partie depuis 1988 de la première circonscription de l'Oise.
Elle faisait partie depuis  1803 du canton de Saint-Just-en-Chaussée. Dans le cadre du redécoupage cantonal de 2014 en France, la commune est désormais rattachée au canton d'Estrées-Saint-Denis.

### Intercommunalité
La commune est membre de la communauté de communes du Plateau Picard, créée fin 1999.

### Liste des maires
| Période                                  | Période                   | Identité             | Étiquette | Qualité                                                                                          |
| ---------------------------------------- | ------------------------- | -------------------- | --------- | ------------------------------------------------------------------------------------------------ |
| Les données manquantes sont à compléter. |                           |                      |           |                                                                                                  |
|                                          |                           | Alfred Pennellier    | Rad.      | Président de la cour d'appel de Douai Conseiller général de Saint-Just-en-Chaussée (1919 → 1940) |
| Les données manquantes sont à compléter. |                           |                      |           |                                                                                                  |
| mars 1995                                | avril 2014                | M. Claude Lafferrère |           | Retraité                                                                                         |
| 5 avril 2014                             | En cours (au 3 juin 2020) | Thierry Michel       |           | Réélu pour le mandat 2020-2020                                                                   |

## Population et société

### Démographie

#### Évolution démographique
L'évolution du nombre d'habitants est connue à travers les recensements de la population effectués dans la commune depuis 1793. Pour les communes de moins de 10 000 habitants, une enquête de recensement portant sur toute la population est réalisée tous les cinq ans, les populations de référence des années intermédiaires étant quant à elles estimées par interpolation ou extrapolation. Pour la commune, le premier recensement exhaustif entrant dans le cadre du nouveau dispositif a été réalisé en 2005.

En 2022, la commune comptait 906 habitants, en évolution de −4,83 % par rapport à 2016 (Oise : +0,87 %, France hors Mayotte : +2,11 %).
| 1793 | 1800 | 1806 | 1821 | 1831 | 1836 | 1841 | 1846 | 1851 |
| ---- | ---- | ---- | ---- | ---- | ---- | ---- | ---- | ---- |
| 657  | 609  | 650  | 626  | 657  | 651  | 668  | 677  | 682  |

| 1856 | 1861 | 1866 | 1872 | 1876 | 1881 | 1886 | 1891 | 1896 |
| ---- | ---- | ---- | ---- | ---- | ---- | ---- | ---- | ---- |
| 704  | 732  | 773  | 790  | 808  | 854  | 840  | 859  | 822  |

| 1901 | 1906 | 1911 | 1921 | 1926 | 1931 | 1936 | 1946 | 1954 |
| ---- | ---- | ---- | ---- | ---- | ---- | ---- | ---- | ---- |
| 807  | 807  | 808  | 742  | 724  | 697  | 690  | 702  | 672  |

| 1962 | 1968 | 1975 | 1982 | 1990 | 1999 | 2005  | 2006  | 2010 |
| ---- | ---- | ---- | ---- | ---- | ---- | ----- | ----- | ---- |
| 651  | 649  | 694  | 700  | 743  | 878  | 1 008 | 1 002 | 969  |

| 2015 | 2020 | 2022 | - | - | - | - | - | - |
| ---- | ---- | ---- | - | - | - | - | - | - |
| 945  | 915  | 906  | - | - | - | - | - | - |

#### Pyramide des âges
La population de la commune est relativement jeune.
En 2018, le taux de personnes d'un âge inférieur à 30 ans s'élève à 34,9 %, soit en dessous de la moyenne départementale (37,3 %). À l'inverse, le taux de personnes d'âge supérieur à 60 ans est de 22,4 % la même année, alors qu'il est de 22,8 % au niveau départemental.
En 2018, la commune comptait 461 hommes pour 479 femmes, soit un taux de 50,96 % de femmes, légèrement inférieur au taux départemental (51,11 %).
Les pyramides des âges de la commune et du département s'établissent comme suit.
| Hommes | Classe d’âge | Femmes |
| ------ | ------------ | ------ |
| 0,9    | 90 ou +      | 1,5    |
| 5,3    | 75-89 ans    | 6,4    |
| 16,9   | 60-74 ans    | 13,7   |
| 23,4   | 45-59 ans    | 22,5   |
| 18,9   | 30-44 ans    | 20,6   |
| 13,4   | 15-29 ans    | 14,4   |
| 21,2   | 0-14 ans     | 20,8   |

| Hommes | Classe d’âge | Femmes |
| ------ | ------------ | ------ |
| 0,5    | 90 ou +      | 1,4    |
| 5,5    | 75-89 ans    | 7,6    |
| 15,6   | 60-74 ans    | 16,3   |
| 20,8   | 45-59 ans    | 20     |
| 19,4   | 30-44 ans    | 19,4   |
| 17,6   | 15-29 ans    | 16,2   |
| 20,6   | 0-14 ans     | 19,1   |

### Enseignement
Les enfants de la commune sont scolarisés au sein d'un regroupement pédagogique intercommunal (RPI), qui regroupe La Neuville-Roy, Léglantiers, Pronleroy, Wacquemoulin et Montiers et est géré par le syndicat scolaire « Les Hirondelles », et qui accueille en 2018 270 écoliers scolarisés dans 11 classes de double niveaux réparties dans quatre écoles. Soixante enfants sont accueillis dans deux structures périscolaires, à La Neuville- Roy et Léglantiers.
Le syndicat scolaire a décidé de réaliser une école unique pour les 5 villages, constituant donc un regroupement pédagogique concentré (RPC) à La Neuville-Roy comprenant notamment 12 salles de classe, deux salles de repos, des locaux administratifs, ainsi que des espaces mutualisés comme la bibliothèque, une salle périscolaire, une salle de motricité. La cantine est prévue pour accueillir 50 couverts dans deux salles et jusqu'à 200 convives en deux services.
Ce projet, envisagé dès 2006, voit le début de la construction en octobre 2018 pour une livraison escomptée fin 2019.
Le coût du projet conçu par Christophe Giraud et Christophe Fournier, du cabinet ADD d'Ons-en-Bray, est évalué à 5,2 millions d'euros, financé par une subvention départementale de 1,78 M€, l'État (1,1 million d'euros), le conseil régional (675 767 €) et la CAF de l'Oise (90 000 €),.

## Économie
La commune compte en 2018 quelques commerces de proximité : une épicerie, un café, et une boulangerie rouverte en 2018 dans les locaux municipaux de l'ancien bureau de poste, fermée en 2014, et remplacé par une agence postale communale.

## Culture locale et patrimoine

### Lieux et monuments

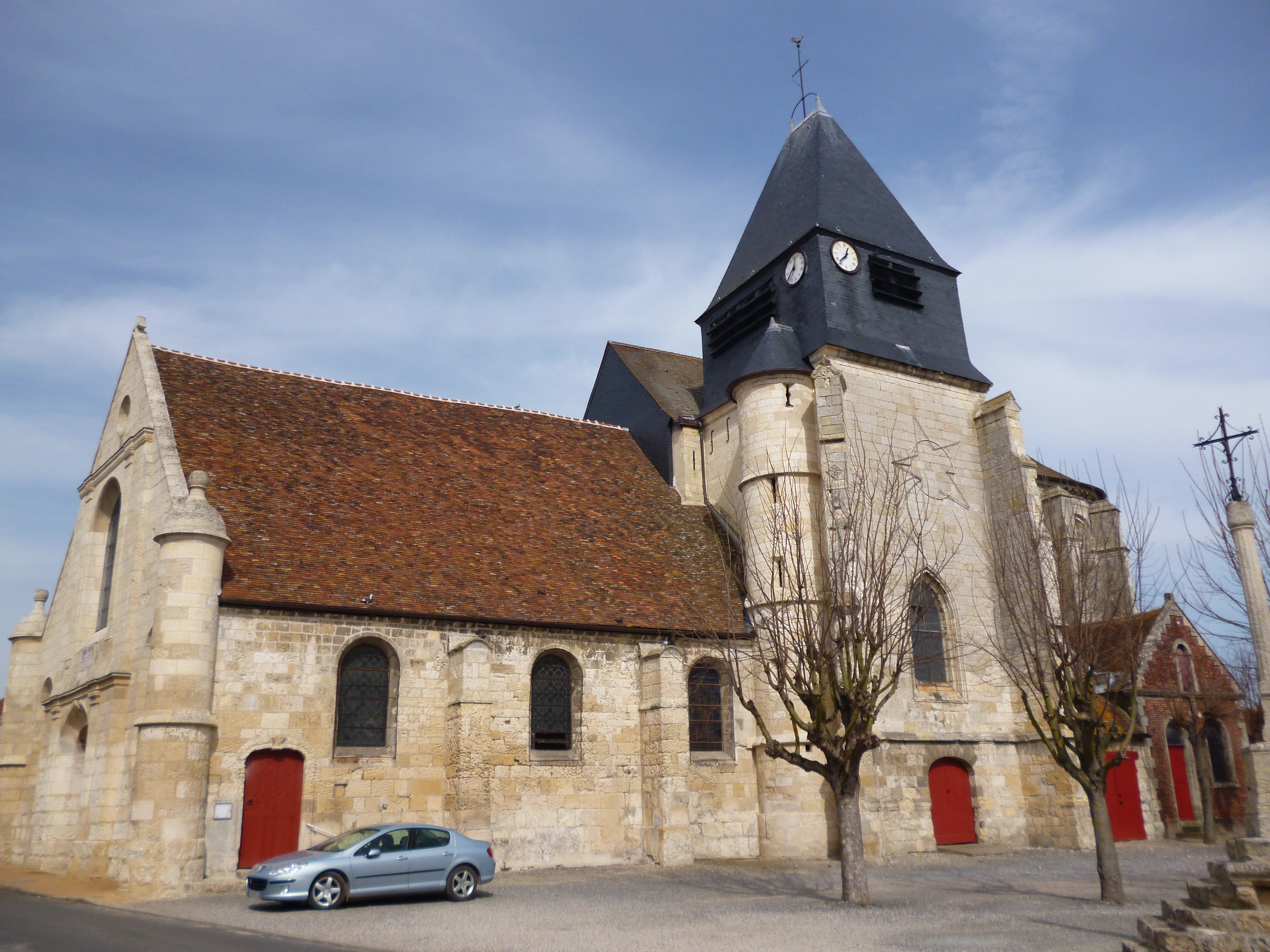
L'église Saint-Médard.

- Église Saint-Médard (XIIe et XVIe siècles) : Elle fut incendiée en 1636 et restaurée. Le portail date du XVIIIe siècle. L'édifice fait l'objet d'une inscription au titre des monuments historiques depuis 1949[41].

Son mobilier liturgique comprend notamment un autel-retable et des boiseries remarquables, un reliquaire-monstrance en bois et argent du XVIIIe siècle, un bas-relief en marbre « Le Bonheur pur » d'Auguste Carvin (fin du XIXe ou du début du XXe siècle), un « Christ aux liens » en bois taillé du XVIIe siècle et un Saint Nicolas en pierre taillée du XVe siècle, ainsi qu'un orgue. La cuve baptismale est d'époque Renaissance.
- Chapelle Sainte-Madeleine, dans le cimetière.

### Personnalités liées à la commune
- Joseph Hranicka, sergent-chef pilote, volontaire  tchécoslovaque est l'un des 123 pilotes de son pays qui ont combattu contre l'aviation allemande lors de la Bataille de France, dont l'avion a été abattu sur la commune le 5 juin 1940. Si son nom figure sur le monument aux morts, son corps repose au cimetière militaire de Neuville-Saint-Vaast (Pas-de-Calais), dans le carré réservé aux volontaires tchécoslovaques[48].

### Héraldique
| Armes de La Neuville-Roy | Les armes de La Neuville-Roy se blasonnent ainsi : Écartelé au 1er de tanné aux huit fleurs de lys d'or ordonnées 3.2.3, au deuxième de gueules aux trois maillets d'or, au troisième de gueules au lion d'argent, au quatrième d'argent fretté de gueules de douze pièces ; sur le tout d'azur aux trois écrevisses d'or, celle du milieu renversée |